# 三浦梧楼
三浦 梧楼（みうら ごろう、旧字体：三浦 梧樓、弘化3年11月15日〈1847年1月1日〉- 大正15年〈1926年〉1月28日）は、日本の陸軍軍人、政治家。 最終階級は陸軍中将。栄典は従一位勲一等子爵。号は観樹。

## 経歴

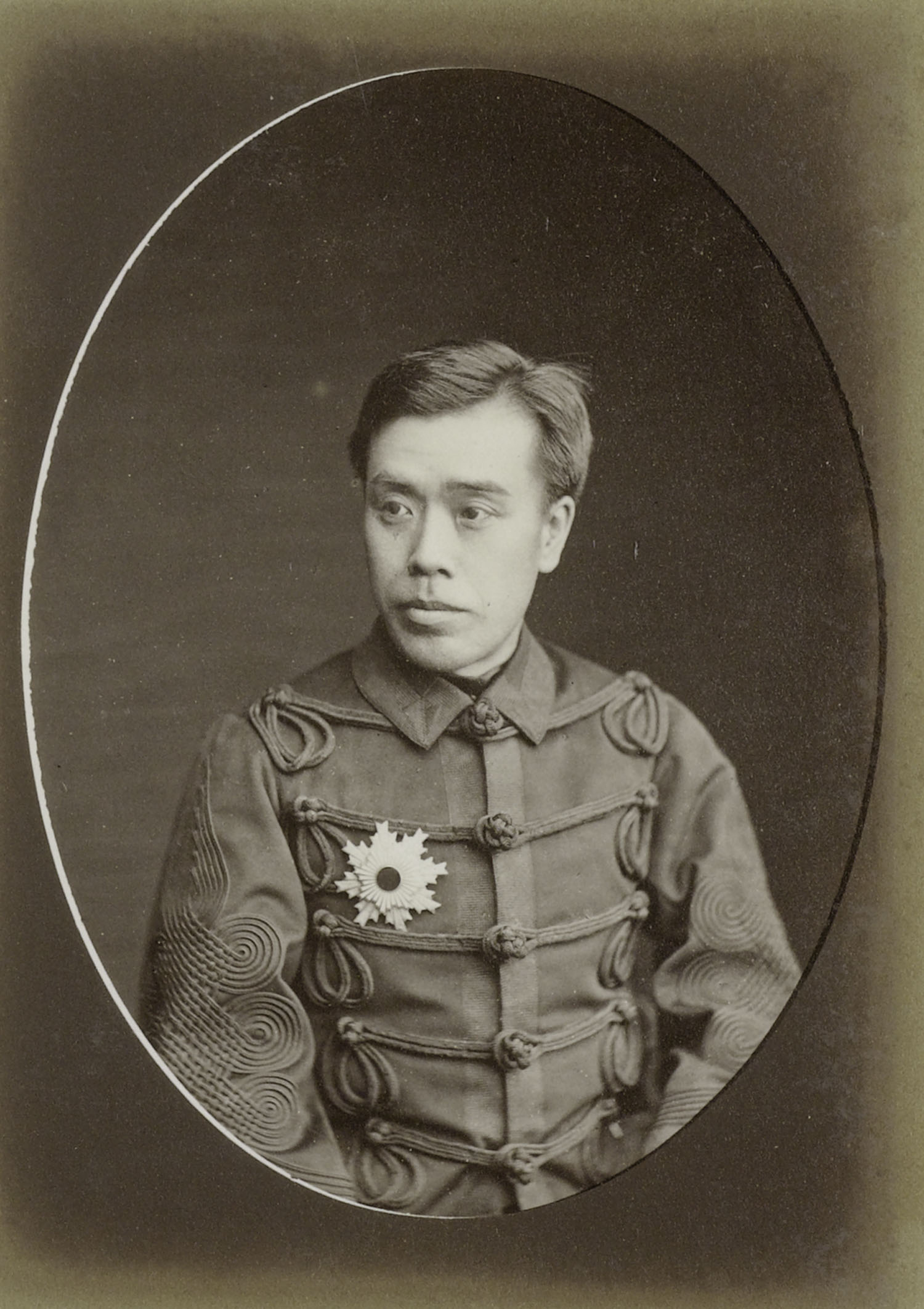
陸軍中将時代

現在の山口県萩市に萩藩士の陪臣五十部吉平の五男として生まれる。明倫館で学んだ後、奇兵隊に入隊して第二次長州征伐や戊辰戦争に従軍する。維新後は兵部省に出仕、明治7年（1874年）には陸軍省第3局長として台湾出兵に反対。明治9年（1876年）、萩の乱の鎮定に赴き、翌年の西南戦争では第三旅団長として各地を転戦、城山（鹿児島県）を陥落させた。明治11年（1878年）中将となり、西部監軍部長。
長州出身ながら藩閥政治に反対する立場をとり、また山縣有朋とは奇兵隊時代から不仲であったこともあり、谷干城・鳥尾小弥太・曾我祐準らとともに反主流派を形成し、山縣有朋や大山巌らと対立した。明治14年（1881年）の開拓使官有物払下げ事件では、上記3人と連名で議会開設及び憲法制定を訴える建白書を提出し、翌年陸軍士官学校長に左遷される。明治18年（1885年）に陸軍卿の大山巌と共に欧州の兵制を視察した。
明治19年（1886年）に帰国、月曜会の中心人物として陸軍改革の意見書を提出したが、翌年に熊本鎮台司令長官に左遷される。明治21年（1888年）、予備役に編入。同年から明治25年（1892年）まで学習院院長。明治23年（1890年）7月10月に子爵による互選で貴族院議員に選出されたが、翌年9月30日に辞職した。
明治28年（1895年）9月1日、在朝鮮国特命全権公使に就任し、公使館付武官で朝鮮政府軍部顧問の楠瀬幸彦中佐や、邦字新聞「漢城新報」社長の安達謙蔵らの協力を得て、同年10月7日、安達謙蔵と国友重章に閔妃殺害を教唆し、安達・国友の両名は三浦の教唆に応じ殺害を決意して同志者を招集した。翌8日早朝、国友を含む同志者たちは凶器を携えて王城内に突入し、直ちに後宮へ至った。閔妃は後庭で殺害され、遺体はその場で焼却された（乙未事変）。事変後、関わったとされる三浦以下48名は召還。広島で投獄され、12月12日に広島地方裁判所にて予審開始。翌1896年の1月20日、広島地方裁判所における予審や同地で開かれた軍法会議の結果、広島地裁は、被告人らの一部が閔妃殺害を決意して後宮に侵入した事実を認定したものの、被告人の中に殺害を実行した者がいると認めるための証拠が十分でないとして、三浦以下48人の被告人全員を免訴とし、そのうち三浦を含む12人を放免した。
明治41年（1908年）4月1日、後備役に就任。明治43年（1910年）には枢密顧問官に就任、また宮中顧問官などの要職を歴任する。大正期には「藩閥打倒」を唱え、政界の黒幕としても活動、政党政治期（及びその直前期）の大正5年（1916年）と同13年（1924年）の2度に亘り、対立する政党間の党首会談の仲介などを行った。特に後者の会談は後に「護憲三派」結成の合意がなされた会談として歴史に名を残している。最晩年に口述筆記で、著作を2冊出版している。大正15年（1926年）1月28日、尿毒症のため死去。79歳没。

## 年譜
- 明治4年（1871年）
  - 2月15日 - 兵部少丞
  - 7月28日 - 陸軍大佐任官 兵部権大丞
  - 12月14日 - 陸軍少将昇進 東京鎮台司令長官
- 明治6年（1873年）7月7日 - 陸軍省第三局長
- 明治8年（1875年）4月25日 - 兼元老院議官
- 明治9年（1876年）10月26日 - 広島鎮台司令長官
- 明治10年（1877年）3月10日 - 西南戦争征討第3旅団長
- 明治11年（1878年）
  - 11月20日 - 陸軍中将昇進
  - 12月14日 - 西部監軍部長
- 明治15年（1882年）2月6日 - 陸軍士官学校校長
- 明治17年（1884年）2月16日 - 大山陸軍卿随行
- 明治18年（1885年）5月21日 - 東京鎮台司令官
- 明治19年（1886年）
  - 7月26日 - 熊本鎮台司令官
  - 8月16日 - 休職
- 明治21年（1888年）
  - 11月5日 - 学習院長兼宮中顧問官
  - 12月25日 - 予備役編入
- 明治25年（1892年）3月26日 - 免学習院長
- 明治28年（1895年）7月19日 - 駐韓全権公使
- 明治28年（1895年）10月24日 - 閔妃暗殺事件免職 入獄
- 明治29年（1896年）1月20日 - 出獄
- 明治41年（1908年）4月1日 - 後備役編入
- 明治43年（1910年）10月14日 - 枢密顧問官
- 大正2年（1913年）4月1日 - 退役
- 大正13年（1924年）1月22日 - 辞職
- 大正15年（1926年）1月28日 死去

## 栄典
位階
- 1886年（明治19年）10月20日 - 従三位[9]
- 1895年（明治28年）7月29日 - 正三位[10]
- 1911年（明治44年）11月29日 - 従二位[11]
- 1922年（大正11年）12月11日 - 正二位[12]
- 1926年（大正15年）1月28日 - 従一位[13]

爵位
- 1884年（明治17年）7月7日 - 子爵[14]

勲章等
| 受章年                    | 略綬 | 勲章名         | 備考         |
| ------------------------- | ---- | -------------- | ------------ |
| 1890年（明治23年）6月30日 |      | 勲一等瑞宝章   |              |
| 1915年（大正4年）4月20日  |      | 御紋付銀杯     |              |
| 1915年（大正4年）4月24日  |      | 旭日大綬章     |              |
| 1915年（大正4年）11月10日 |      | 大礼記念章     |              |
| 1925年（大正14年）1月14日 |      | 御紋付銀杯     |              |
| 1926年（大正15年）1月28日 |      | 旭日桐花大綬章 | （没後叙勲） |
| 1926年（大正15年）1月28日 |      | 帝都復興記念章 | （没後叙勲） |

外国勲章佩用允許
| 受章年                    | 国籍                         | 略綬 | 勲章名                             | 備考 |
| ------------------------- | ---------------------------- | ---- | ---------------------------------- | ---- |
| 1885年（明治18年）2月10日 | イタリア王国                 |      | 王冠勲章グラン・コルドーネ         |      |
| 1885年（明治18年）2月10日 | ロシア帝国                   |      | 聖アンナ第一等勲章                 |      |
| 1885年（明治18年）2月10日 | オーストリア＝ハンガリー帝国 |      | フランツ・ヨーゼフ第二等勲章       |      |
| 1885年（明治18年）2月10日 | フランス共和国               |      | レジオンドヌール勲章コマンドゥール |      |
| 1885年（明治18年）10月5日 | ドイツ帝国                   |      | 王冠第一等勲章                     |      |

## 親族
- 父：五十部（いおべ）吉平 - 長州藩士。下級武士であったため、五郎（＝梧楼）は藩校明倫館への入学資格を有する三浦道庵の附籍となり、三浦姓に転じた。[23][24]
- 妻：愛子（1854–） - 東京府平民・小田切仲太郎の長女。妹は木戸孝允の媒酌で桂太郎の2番目の妻となったが離婚[23][25]
- 長男：大一（1877–）[23]
- 二女：ムシ（1878–） - 男爵上田有沢の養嗣子・上田兵吉の妻[23]
- 二男：三浦松二郎（1881–1931） - 子爵。兄の大一の養子となって襲爵。妻の妹の夫に緒方竹虎。[23][26]
  - 孫：三浦矢一（貴族院子爵議員、松二郎長男）[26]
- 四女：竹（1885–） - 梅地庸之丞の長男・梅地璉造の妻[23]
- 庶子：登美子（1902–）、鶴三郎（1907–）ともに生母は井上よや子[23]

## 著作文献
- 三浦梧樓談 『観樹将軍縦横談』、熊田宗次郎（葦城）編
元版 実業之日本社、大正13年（1924年）
- 三浦梧樓談 『観樹将軍回顧録』、小谷保太郎編、※1988年に中公文庫で再刊
元版 政教社、大正14年（1925年）、復刻版＜伝記叢書46 大空社＞、1988年
- この2冊を併せた『明治反骨中将一代記　三浦観樹将軍秘話』 芙蓉書房、1981年

## 関連作品
映画
- 『炎のように蝶のように』（2009年）演：パク・ミニ

テレビドラマ
- 『明成皇后』（KBSドラマ、2001年）演：イム・ヒョク
- 『済衆院』（SBSドラマ、2010年）演：キム・ビョンセ
- 『いだてん〜東京オリムピック噺〜』（NHK大河ドラマ、2019年）演：小林勝也